# Grand Prix Lucien Van Impe féminin
 (décembre 2024).
Si vous disposez d'ouvrages ou d'articles de référence ou si vous connaissez des sites web de qualité traitant du thème abordé ici, merci de compléter l'article en donnant les références utiles à sa vérifiabilité et en les liant à la section « Notes et références ».
Le Grand Prix Lucien Van Impe féminin (officiellement Grote Prijs Lucien Van Impe) est une course cycliste féminine d'un jour disputée en Belgique. Créée en 2023, elle est classée depuis 2024 en catégorie 1.2 du calendrier de l'Union cycliste internationale. Il porte le nom de l'ancien coureur Lucien Van Impe, vainqueur du Tour de France 1976.
Entre 1927 et 2022, une course masculine, le Grand Prix Lucien Van Impe, était organisée. En 2022, une compétition féminine est également organisée pour la première fois, alors sous le nom du Grand Prix Kevin Van Impe, du nom du cousin de Lucien, Kevin Van Impe.
La course d'un jour a lieu pour la première fois en 2023 dans le cadre du calendrier national. Le parcours forme une grande boucle depuis le départ d'Erpe-Mere vers le sud-ouest, avec plusieurs courtes montées à franchir. La visite se termine par plusieurs petites boucles à travers Erpe-Mere et Alost.

## Palmarès
| Année | Vainqueur         | Deuxième            | Troisième         |
| ----- | ----------------- | ------------------- | ----------------- |
| 2023  | Katrijn De Clercq | Anna van Wersch     | Caoimhe O'Brien   |
| 2024  | Evy Kuijpers      | Anastasiya Kolesava | Sofie van Rooijen |
| 2025  |                   |                     |                   |